# يارو إيكوفيليدج

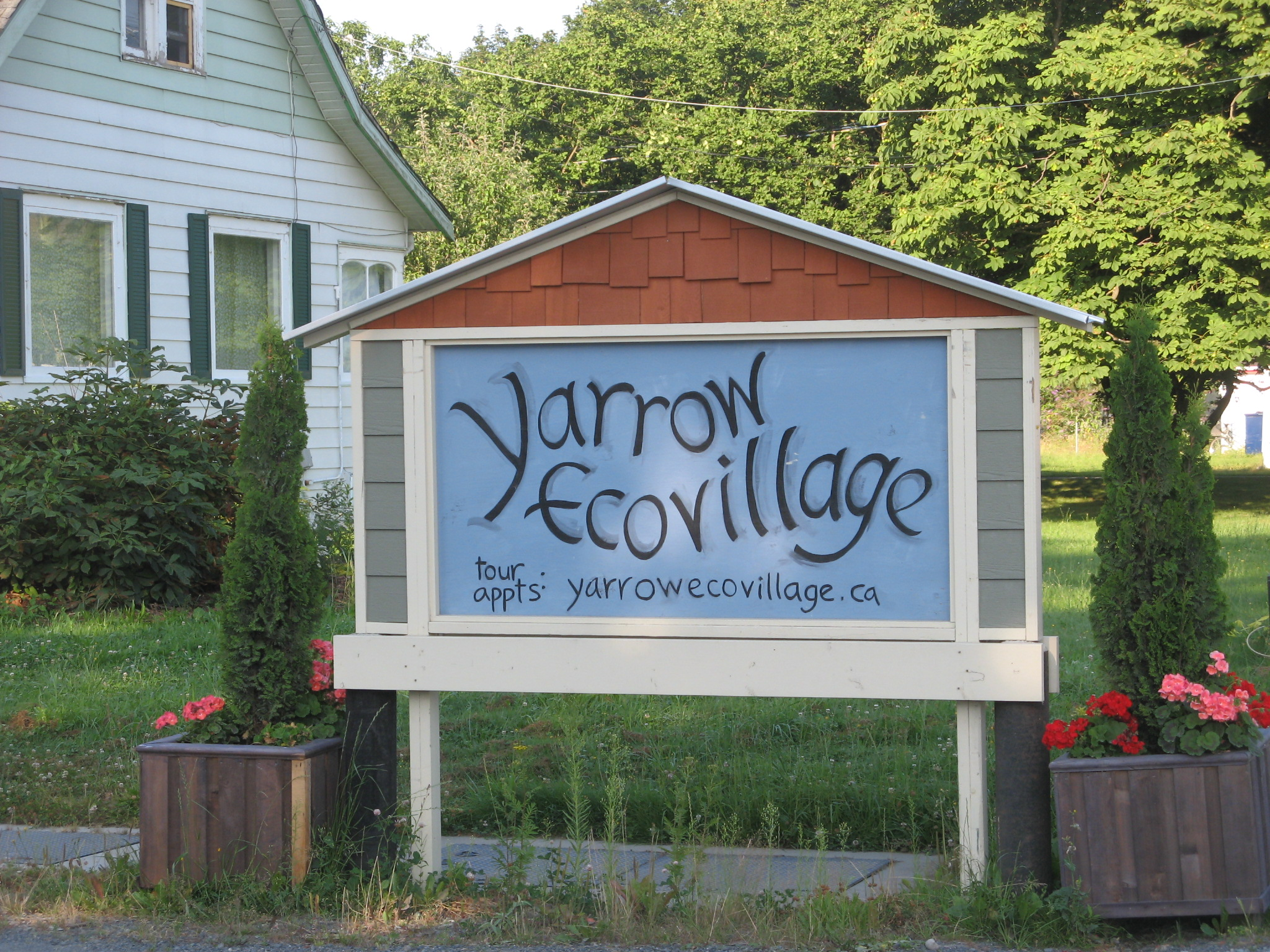

يارو فيليدج هو مجتمع مخطط للسكن ومُصمم ليحتوي على درجة كبيرة من العمل الجماعي يقع في منطقة يارو الواقعة في مقاطعة كولومبيا البريطانية في كندا. «يارو» هو مستوطنة داخل الحدود البلدية لتشيليواك في كولومبيا البريطانية ويسكنها حوالي 3000 شخص. «إيكوفيليدج» هي عبارة عن مجتمع مصمم من قبل الأعضاء يهدف لتحقيق طريقة حياة مستدامة اجتماعياً واقتصادياً. كانت المنطقة الرئيسية لإيكوفيليدج سابقاً هي مزرعة ألبان تبلغ مساحتها 10 هكتارات وتحوي ثلاثة كيانات رئيسية هي: مزرعة عضوية تمتد على مساحة 8 هكتارات ومجمع سكني متعدد الأجيال يضم 31 وحدة (زاد إلى 33 وحدة لاحقاً) ومنشأة متعددة الاستخدامات بمساحة تبلغ 2800 متر مربع تقريباً بالإضافة لمجمع سكني مشترك خاص بكبار السن يضم 17 وحدة سكنية ومركزًا تعليميًا.
وافق مجلس مدينة تشيليواك على الخطط المقترحة ومنح تقسيم مناطق الإيكوفيليدج عام 2006. كان لدى إيكوفيليدج 100 شخص (ثلثهم من الأطفال) في يناير عام 2005 ضمن مجمع سكني متعدد الأجيال والذي سمي باسم «جراوندزويل كوهوزينغ». بدأت المزرعة العضوية بالعمل منذ عام 2003.
حصلت «جراوندزويل كوهوزينغ ضمن يارو إيكوفيليدج»  في يناير 2014 على جائزة قيادة الاستدامة والمقدمة من قبل غرفة التجارة في تشيلواك أثناء حفل توزيع جوائز التميز السنوي التاسع عشر للأعمال.

## التاريخ
ازداد الاهتمام بالمستوطنات المستدامة في التسعينيات. شارك روبيرت جيلمان وديان جيلمان عام 1991 في كتابة دراسة لصالح جايا تراست حملت عنوان «الإيكوفيليدج والمجتمعات المستدامة» ما أدى لاحقاً لعقد مؤتمر يحمل نفس العنوان في فيندهورن في اسكتلندا عام 1995. وقاموا بشكل ما ووفقاً لروس جاكسون المؤسس المشارك لجايا تراست بالعزف على وتر كان له صدى بعيد. أصبحت كلمة «إيكوفيلدج» والتي كان عمرها لا يتجاوز الأربع سنوات في ذلك الوقت، جزءاً لا يتجزأ من اللغة الثقافية.
تشكلت مجموعة في أواخر التسعينيات من أجل النظر في فكرة بناء قرية بيئية في فريزر في كولومبيا البريطانية. وقررت هذه المجموعة شراء مزرعة كانت سابقاً مزرعة ألبان في منطقة يارو عام 2002.
نمت مجموعة يارو بسرعة بعد أن بدأت بستة أعضاء مؤسسين، شُكلت جمعية «يارو إيكوفيليدج سوسايتي» التعاونية في أغسطس 2002 وشارك الأعضاء في سلسلة من الأنشطة لتصور وتصميم الإيكوفيليدج. تألفت عملية التصميم المشترك والتي بدأت في أكتوبر من ثلاث مراحل:
1. حلقات النقاش وتبادل الأفكار داخل المجموعة.
2. التشاور مع مسؤولي المدينة.
3. الاجتماعات واللقاءات العامة مع المجتمع المحلي.

كرروا هذه الخطوات الثلاث عدة مرات الأمر الذي ساعد في بناء الثقة مع موظفي تخطيط المدينة والمجتمع المدني المجاور.
قدمت إيكوفيليدج بعد عملية التشاور طلباً لإعادة التوطين. حدثت عملية إعادة تقسيم المناطق على مرحلتين:
المرحلة الأولى: تمت الموافقة عليها في أغسطس 2004، كانت منطقة تجارية سكنية تقع على قطعة صغيرة من الأراضي الممتلكة على طريق يارو الرئيسي. سمح هذا بتشارك بين شركات البيع والمساكن فوقها.
المرحلة الثانية: أعادت المرحلة الثانية والتي تمت الموافقة عليها في يوليو 2006 تقسيم المناطق الخمس الباقية والتي كانت مخصصة سابقاً للسكن الريفي وحولتها لمنطقة إيكولوجية ما زاد من الكثافة السكانية القصوى من 5 إلى أكثر من 40. أطلق عمدة تشيليواك كلينت هامز على هذا المشروع «أول منطقة إيكولوجية في كندا». افتتحت إيكوفيليدج أول منشأة تجارية لها «يارو ديلي» والواقعة ضمن عقار مجاور في أكتوبر 2006.
بدأ العمل على الطرق والبنية التحتية مع تحقيق إيكوفيليدج تقسيماً للمناطق في عام 2006، ابتدأ بناء البيوت الخشبية المؤلفة من طابقين عام 2008 قبل أن يتوقف البناء عند اشتداد الأزمة المالية العالمية والذي أُخّر قرضًا كبيرًا خاصًا بالبناء. استؤنفت عملية البناء في أوائل عام 2009 واكتملت الكتلة الأولى في أغسطس 2009. أُنجزت خطة بناء أخرى في يناير 2010.

## المكونات
نُظمت يارو إيكوفيليدج ضمن خمسة مكونات رئيسية هي: المزرعة العضوية والمجمع السكني متعدد الأجيال والخدمات التجارية المتعددة والمجمع السكني الخاص بالكبار بالإضافة لمركز تعليمي.

### المزرعة العضوية
يوجد العديد من الكيانات الزراعية في يارو إيكوفيليدج كوميونيتي فارم: كانت ثلاث منها قيد الإنجاز في عام 2012 وهي أوسبري أورجانيك فارم وأوهم أورغانك فارم وسوبان فارم، تنتج جميعها الخضروات العضوية لتباع في أسواق المزارعين ضمن المجتمعات الرئيسية. أُنشئ أيضاً برنامج الصندوق الغذائي لدعم الزراعة من قبل المجتمع، كما أنشأت مزرعة أوسبري وأوهم العضوية عام 2014 ثلاثة كيانات زراعية تجارية جديدة وهي مزرعة ريبل كريك العضوية ومزرعة تشوبي رووتس العضوية ومزرعة ذا فارماسي. سُمي تجمع غابة الغذاء البيئية بغابة ستيوارت كريك فورست إذ تجمع بين النباتات والحيوانات من خلال ضمّها في مجموعات ما يعني أن لكل نبات أو حيوان أدوار متعددة ضمن هذه المجموعة.

### المجمع السكني متعدد الأجيال
رُكز على مشروع التجمعات متعددة الأجيال في سلسلة من ورشات العمل التي نظمتها كاتي مكامانت وتشارلز دوريت من شركة كوهوسينج، قررت مجموعة إيكوفيليدج ابتداء من يناير 2010 تقسيم العقار بين مختلف الكيانات أو مراكز المبادرة. وقررت أن يحتفظ مجتمع إيكوفيليدج بملكية الأرض كشركة خاصة بأعمال البناء والتي سميت لاحقاً باسم مجمعات جراوندزويل السكنية، شارك أعضاء جراوندزويل في تصميم مساكنهم والجوانب الأخرى من بناء المجمع. بلغ عدد سكان القرية البيئية 50 شخصاً بحلول يناير 2012.
كان جراوندزويل أول مجمع سكني داخل إيكوفيليدج ويملك 33 وحدة مع أنواع متعددة من المساكن (الدوبلكس والشقق والمنازل المفردة) بالإضافة لمنزل مشترك بمساحة 362 مترًا مربعًا على الجانب الشرقي من العقار يحده ممران للمشاة. كان المقصود من المنزل المشترك هو أن يكون مكانًا للجمع بين مجموعة متنوعة من المرافق المشتركة لتعزيز شعور المجتمع واستكمال المساحات الخاصة للمناطق المعزولة والوحدات السكنية.
كان المجمع السكني هو لبنة البناء الأولى للإيكوفيليدج، كما صرح المهندسان المعماريان مكامانت ودوريت أنه سيلعب دوراً هاماً في خلق بيئة ثقافية للقرية: «تعلمت المجموعة أثناء أعمال البناء مهارات التعاون والتنمية وكيفية النقاش والتشاور لاتخاذ القرارات، هو المكان الذي يتعلم فيه المواطنون الذين يملكون نوايا حسنة اتخاذ القرارات عن بعضهم البعض من أجل هدف واحد وهو تحقيق تطلعاتهم البيئية والاجتماعية، وهو أيضاً المكان الذي تنتقل فيه العلاقات التي بنيت أثناء عملية التصميم والتطوير لتصبح علاقة تحوي تفاعلات وعلاقات يومية بشكل يكمل المجتمع».
بدأت المرحلة الثانية من مجمع جراوندزويل السكني في منتصف عام 2013 بإضافة 18 وحدة مع خطة إكمالها بحلول عام 2014 مع تجهيز 33 وحدة للسكن. وُصفت هذه المرحلة بأنها «الراحة والأمان الخاصان بالمجتمع المترابط مع خصوصية مستقلة لملكية المنزل». يعيش السكان في منازلهم الخاصة ولكنهم قد يختارون الالتحاق ببعضهم البعض وتشارك جوانب الحياة اليومية بما في ذلك الوجبات الجماعية والترفيه ورعاية الأطفال.
فازت مجمعات جراوندزويل السكنية لوإيكوفيليدج في 25 يناير عام 2014 بجائزة قيادة البيئة ضمن حفل توزيع الجوائز السنوي التاسع عشر لغرفة التجارة. ذكرت الجائزة والتي ترعاها مدينة تشيليواك: «قام الفائز بهذه الجائزة بتطبيق وتعزيز البيئة والاستدامة في مكان العمل، واعتُرف به بسبب مساهمته البارزة في استدامة المجتمع من خلال التفوق الاقتصادي والاجتماعي والبيئي وقد أظهر التزاماً واضحاً بالممارسات التجارية المستدامة». 
تمت المرحلة الأخيرة من عمارات السكن في مجمع جراوندزويل السكني في منتصف عام 2014. يعيش حوالي 100 شخص حالياً ضمن ثلاث وثلاثين وحدة في يارو إيكوفيليدج.

### المؤسسة التجارية
كان هناك كيانان تجاريان رئيسان ينشطان داخل القرية البيئية منذ منتصف العقد الأول من القرن العشرين هما: المزرعة ويارو ديلي. كانت المزرعة حاضرة في أسواق المزارعين المحلية وتدير برنامج صندوق غذائي مدعوم من المجتمع منذ عام 2005، وقد بدأت سوقاً صيفياً في مقدمة العقار. أضيف العديد من المنتجات الحرفية إليها خلال موسم 2012 وانتُهي من منصة المزرعة عام 2013. اشترى إيكوفيليدج يارو ديلي والتي كانت تابعة لملكية مجاورة سابقاً في أكتوبر 2006. شكل أعضاء تعاونية إيكوفيليدج «يارو ديلي كووب» والتي أدارت العمل قبل أن تُغلق في أغسطس 2015 بشكل نهائي.
كانت الأعمال الأولية هي لبنات البناء وسط مدينة تبلغ مساحتها هكتارًا واحدًا وهو مشروع متعدد الاستخدامات (سكني/ تجاري). سيشمل التطوير متعدد الاستخدامات والمعروف باسم «يارو سينترال انتيربرايسيس» 2800 متر مربع من المساحات التجارية والتي ستوفر الخدمات والفرص الإبداعية وفرص العمل للقرية البيئية والحي المحيط بها.

### المجمع السكني لكبار السن
بدأت خطط إقامة مجمع إلديربيري السكني باعتبارها المرحلة الثانية من الإسكان في إيكوفيليدج. أظهرت خطة الموقع 17 وحدة مخصصة لكبار السن في عام 2013 وقد وصفت بأنها مساكن مبنية خصيصاً للسعي لدعم أنماط الشيخوخة النشطة وأنماط حياة كبار السن الأصحاء. سيتم تضمين العناصر المعتادة في الإقامة في إلديربري مثل المرافق المشتركة وتصميم السكن الذي يسهل التفاعل مع الجيران. تجمع إيكوفيليدج بين فوائد المزرعة وفوائد المجتمع المدني بشكل فعال. كانت الخطوة التالية هي تزويد الناس بالقدرة على عيش حياة الشيخوخة في المكان، إذ يحتاج كبار السن (أو أولئك الذين في الخمسينيات والستينيات من عمرهم وليسوا مستعدين بعد لأن يكونوا كباراً) لاحتياجات فريدة من نوعها، على سبيل المثال: قد لا يرغبون بوضع كل مدخراتهم في منازلهم لذا يُنظر في خيارات مختلفة فيما يتعلق بنموذج ملكية المنزل.